# Robbie Simpson
Robbie Simpson (Poole, 15 marzo 1985) è un allenatore di calcio ed ex calciatore inglese, di ruolo attaccante, tecnico del Chelmsford City.

## Carriera

### Giocatore
Dopo aver giocato nel settore giovanile del Norwich City passa ai semiprofessionisti del Cambridge City, club di Southern Football League (all'epoca campionato di sesta divisione), in cui esordisce nel 2002 all'età di 17 anni, totalizzando 22 presenze ed 8 reti nella sua prima stagione in prima squadra nel club; l'anno seguente totalizza invece 35 presenze e 6 reti, mentre nella stagione 2004-2005 realizza 8 reti in 23 presenze (una delle quali nei play-off) nel neonato campionato di Conference South (sesta divisione, con la Southern Football League declassata al settimo livello). Dopo un'ulteriore stagione da 39 presenze ed 11 reti in tale categoria, nel giugno del 2006 lascia il club dopo complessive 154 presenze e 42 reti in partite ufficiali (119 presenze e 33 reti in campionato, 12 presenze e 2 reti in FA Cup, 13 presenze e 4 reti in FA Trophy e le rimanenti presenze in competizioni minori). La squadra in cui si trasferisce è l'altro club cittadino, il Cambridge Utd, militante in Football Conference (quinta divisione): qui, Simpson nella sua unica stagione di permanenza realizza 17 reti in 33 partite di campionato, ed a fine anno viene ceduto al Coventry City, club di seconda divisione: qui, pur giocando con discreta continuità, non riesce a mantenere le medie realizzative delle stagioni precedenti. Nella stagione 2006-2007 realizza infatti solamente una rete in 28 presenze in campionato, a cui aggiunge una rete in 4 presenze in Coppa di Lega e 2 presenze senza reti in FA Cup; nella stagione 2007-2008 gioca invece un totale di 37 partite (4 in campionato, 2 in FA Cup e 2 in Coppa di Lega) e mette a segno 5 reti (3 in campionato e 2 in Coppa di Lega).
Al termine della sua seconda stagione nel club viene ceduto a titolo definitivo all'Huddersfield Town, club di terza divisione; qui, pur segnando una rete al suo esordio stagionale (nella vittoria per 2-1 del 1º settembre 2009 sul campo del Rotherham Utd nel Football League Trophy)), non riesce mai a giocare con continuità a causa di vari problemi fisici: il gol con il Roterham United è infatti l'unico stagionale, dato che nelle rimanenti 15 partite giocate (13 in campionato e 2 in Coppa di Lega) non va mai a segno. Nella stagione 2010-2011 gioca invece in prestito al Brentford, sempre in terza divisione, totalizzando 36 presenze ed 8 reti fra tutte le competizioni ufficiali, di cui 27 presenze e 4 reti in campionato. Nella stagione 2011-2012 gioca invece in prestito all'Oldham Athletic, sempre in terza divisione: dopo aver totalizzato 6 reti in 29 presenze in campionato (più 7 partite e 4 gol nelle varie coppe nazionali), viene poi acquistato a titolo definitivo, e rimane nel club per l'intera stagione 2012-2013, in cui gioca ulteriori 44 partite ufficiali, con 4 gol segnati. Al termine della stagione si svincola dall'Oldham, e va a giocare nel Leyton Orient, altro club di terza divisione, in cui rimane per una sola stagione; fa quindi ritorno al Cambridge United, nel frattempo appena promosso in quarta divisione: la sua seconda esperienza nel club è più lunga della precedente (2 stagioni) ma, pur giocando con buona continuità (67 partite in campionato e 10 nelle varie coppe nazionali nell'arco del biennio) segna solamente 13 reti totali (12 in campionato ed una nella FA Cup 2014-2015). Gioca poi per un biennio con l'Exeter City e per un anno (nella stagione 2018-2019) con il MK Dons, entrambi in quarta divisione, senza però mai trovare grande continuità di rendimento (la stagione con più partite giocate è la 2016-2017, con 26 presenze). Nella stagione 2019-2020 gioca con i semiprofessionisti del Chelmsford City, in National League South (sesta divisione), restandovi fino al 2023, quando all'età di 38 anni si ritira.

### Allenatore
Nel gennaio del 2020 diventa anche allenatore del Chelmsford City.